# Rio Baú (vattendrag i Brasilien)
Rio Baú är ett vattendrag i Brasilien.   Det ligger i delstaten Santa Catarina, i den södra delen av landet, 1 200 km söder om huvudstaden Brasília.
I omgivningarna runt Rio Baú växer i huvudsak städsegrön lövskog. Runt Rio Baú är det tätbefolkat, med 550 invånare per kvadratkilometer.